# 아리야발마
아리야발마(阿離耶跋摩), 또는 아리나발마(阿離那跋摩)는 남북국 시대 신라의 구법승이다.

## 생애
처음에 당나라로 유학가서 수행하다가 정관연간에 석가모니의 발자취를 찾아 인도로 순례길에 나섰으며, 순례를 마친 후 날란다에 머물며 율장과 논장을 공부하고 그것을 패엽에 베끼는 등 불법 공부에 매진하다가 결국 신라로 돌아오지 못한 채 70세의 나이로 날란다에서 사망하였다.